# Vatu
Le vatu (/va.tu/ ; symbole : VT ; code ISO 4217 : VUV) est la monnaie officielle du Vanuatu. Le vatu n'a aucune subdivision. Selon l'usage de la Banque de réserve du Vanuatu, le mot « vatu » est invariable.

## Pièces et billets
Il existe des pièces de 5, 10, 20, 50 et 100 vatus, ainsi que des billets de 200, 1 000, 2 000, 5 000, 10 000 vatu.